# فرودگاه فیض‌آباد (هند)

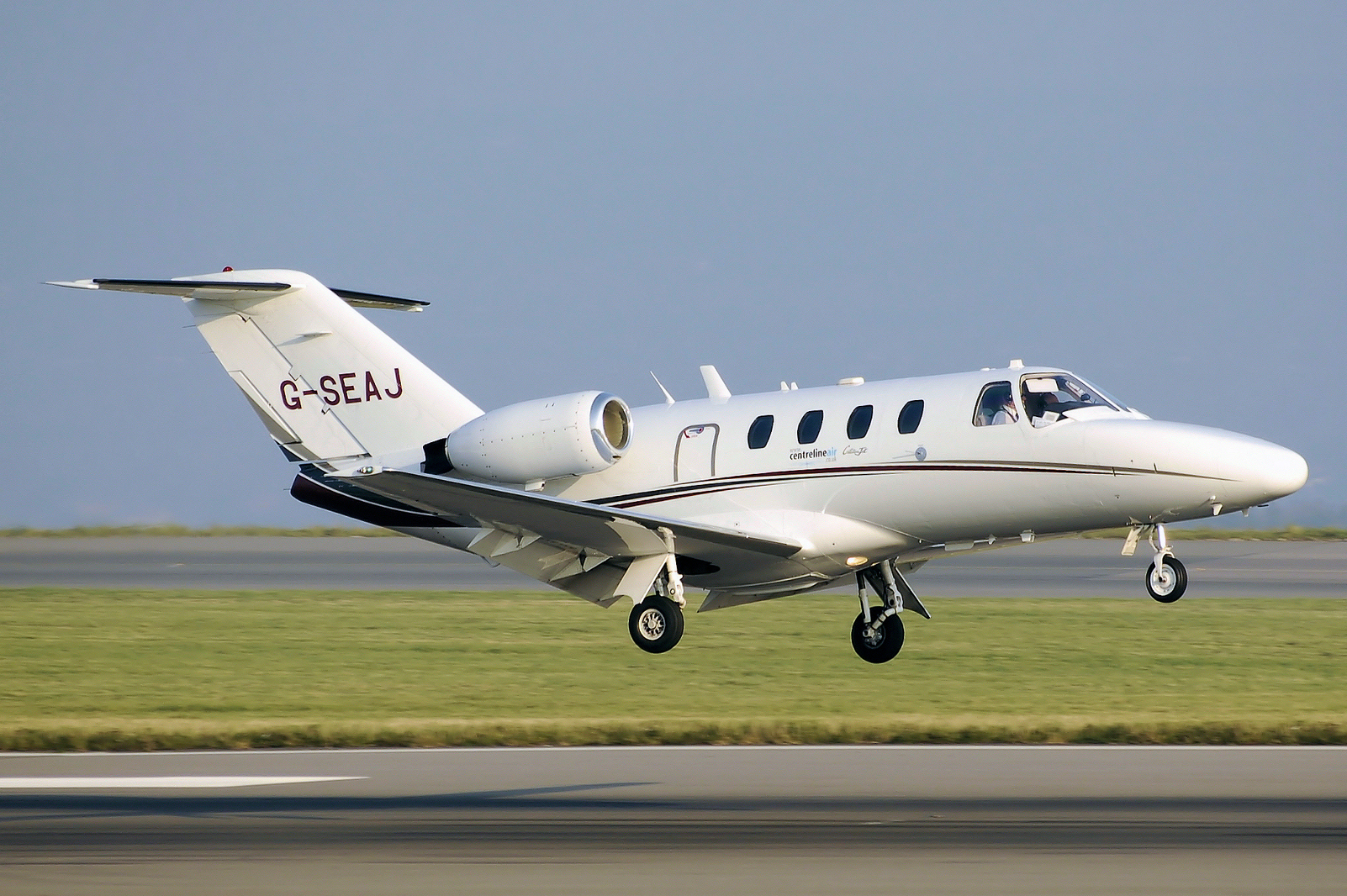

فرودگاه فیض‌آباد (به انگلیسی: Faizabad Airport) (به زبان بومی: फैज़ाबाद एयरपोर्ट) یک فرودگاه همگانی است که یک باند فرود آسفالت دارد. این فرودگاه در شهر فیض‌آباد کشور هند قرار دارد.